# Sagua de Tánamo
Sagua de Tánamo est une ville et une municipalité de Cuba dans la province de Holguín.

## Géographie

### Situation
Sagua de Tánamo se trouve dans le sud-est de l'île de Cuba, dans le sud de la province de Holguín, près de la côte nord de l'île. 
Par la route elle se trouve à 
879 km sud-est de La Havane, 
148 km est de sa capitale de province Holguín, et 
110 km nord-est de Santiago de Cuba, la principale ville du sud de l'île.

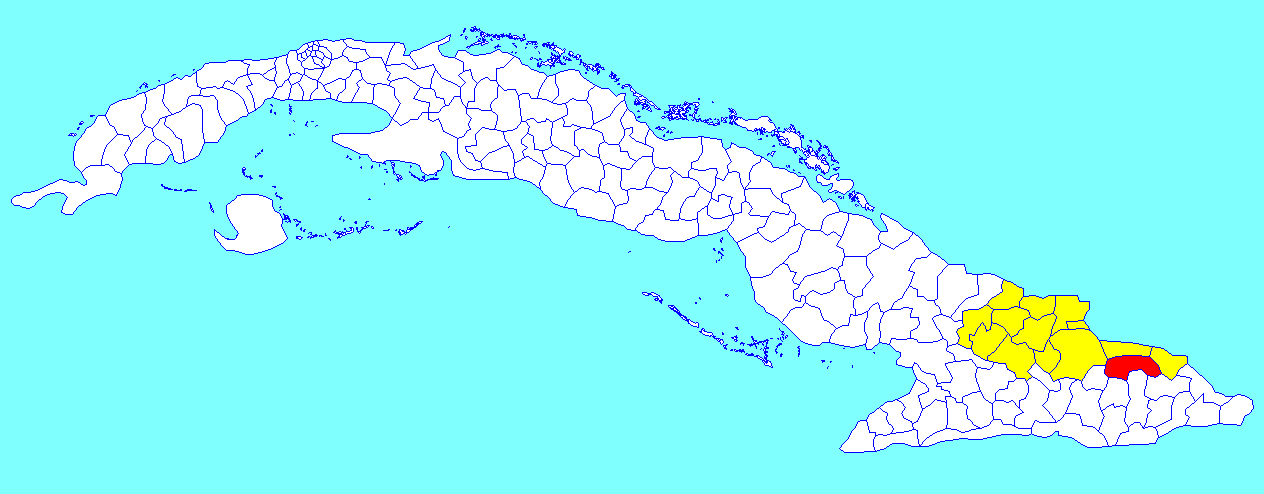
Municipalité de Sagua de Tánamo dans la province de Holguín

### Divisions administratives
Sagua de Tánamo a 14 consejos populares :
- Sagua Sur
- Sagua Norte
- San Pedro
- Carpintero
- El Sopo
- Castro
- Plazuela
- El Sitio
- Naranjo Agrio
- Calabaza
- El Carmen
- El Progreso
- El Jobo
- Marieta

## Population
En 2022 la population de la municipalité est estimée à 44 872 habitants. Pour une surface de 700 km2, la densité est de 64,11 habitants/km².

## Personnalités
Odalis Revé (1970-), championne olympique de judo en 1992.